# Clemens Kühn
Clemens Kühn (* 1945 in Hamburg) ist ein deutscher Musiktheoretiker.

## Leben
Clemens Kühn studierte in Hamburg und Berlin Schulmusik, Germanistik sowie bei Diether de la Motte Musiktheorie und Komposition. 1977 wurde er als Schüler von Carl Dahlhaus in Musikwissenschaft promoviert. Nach Lehrtätigkeit an der UdK Berlin und der Hochschule für Musik und Theater München wurde er 1997 auf den Lehrstuhl für Musiktheorie der Hochschule für Musik Dresden berufen.
Clemens Kühn war Mitarbeiter und Herausgeber verschiedener Periodika, unter anderem von 1978 bis 1996 Mitherausgeber und Schriftleiter der Zeitschrift Musica.
Zu seinen Schülern gehört die Musiktheoretikerin und Würzburger Studiendekanin Almut Gatz (* 1981).

## Schriften (Auswahl)
- Das Zitat in der Musik der Gegenwart – mit Ausblicken auf bildende Kunst und Literatur. Hamburg 1972.
- Musiklehre. Laaber-Verlag, Laaber 1981.
- Gehörbildung im Selbststudium. Bärenreiter, Kassel 1983. (11. Auflage 2004.)
- Formenlehre der Musik. München und Kassel 1987. (7. Auflage 2004.)
- Analyse lernen. Bärenreiter, Kassel 1993, ISBN 3-7618-1154-3.
- Kompositionsgeschichte in kommentierten Beispielen. Bärenreiter, Kassel 1998.
- Musiktheorie unterrichten – Musik vermitteln. Bärenreiter, Kassel 2006, ISBN 3-7618-1835-1.
- Musik erforschen. Ein Arbeitsbuch zu „Ordnungen in der Musik“ für die Jahrgänge 7 bis 9/10. Altenmedingen 2008, ISBN 978-3-937628-10-3.
- Modulation kompakt: Erkunden – Erleben – Erproben – Erfinden. Bärenreiter, Kassel 2013, ISBN 978-3-7618-2334-7.
- Lexikon Musiklehre. Bärenreiter, Kassel 2016